# Priedpankiejewskij
Priedpankiejewskij (ros. Предпанкеевский) – osiedle typu wiejskiego w zachodniej Rosji, w sielsowiecie iwanczikowskim rejonu lgowskiego w obwodzie kurskim.

## Geografia
Miejscowość położona jest nad rzeką Prutiszcze w dorzeczu Sejmu, 4,5 km od centrum administracyjnego sielsowietu (Iwanczikowo), 15 km na północny wschód od centrum administracyjnego rejonu (Lgow), 55 km na północny zachód od Kurska, 17,5 km od drogi regionalnego znaczenia 38K-017 (Kursk – Lgow – Rylsk – granica z Ukrainą) – część trasy europejskiej E38.
W osiedlu znajdują się 2 posesje.
Klimat
Miejscowość, jak i cały rejon, znajduje się w strefie klimatu kontynentalnego z łagodnym ciepłym latem i równomiernie rozłożonymi opadami rocznymi (Dfb w klasyfikacji klimatów Köppena).

## Demografia
W 2010 r. osiedle zamieszkiwały 3 osoby.